# Saint-Lieux-lès-Lavaur

Saint-Lieux-lès-Lavaur este o comună în departamentul Tarn din sudul Franței. În 2009 avea o populație de 844 de locuitori.

## Evoluția populației
| An        | 1975 | 1982 | 1990 | 1999 | 2006 | 2009 |
| --------- | ---- | ---- | ---- | ---- | ---- | ---- |
| Populație | 337  | 362  | 432  | 540  | 781  | 844  |